# Cicercule Paridaens

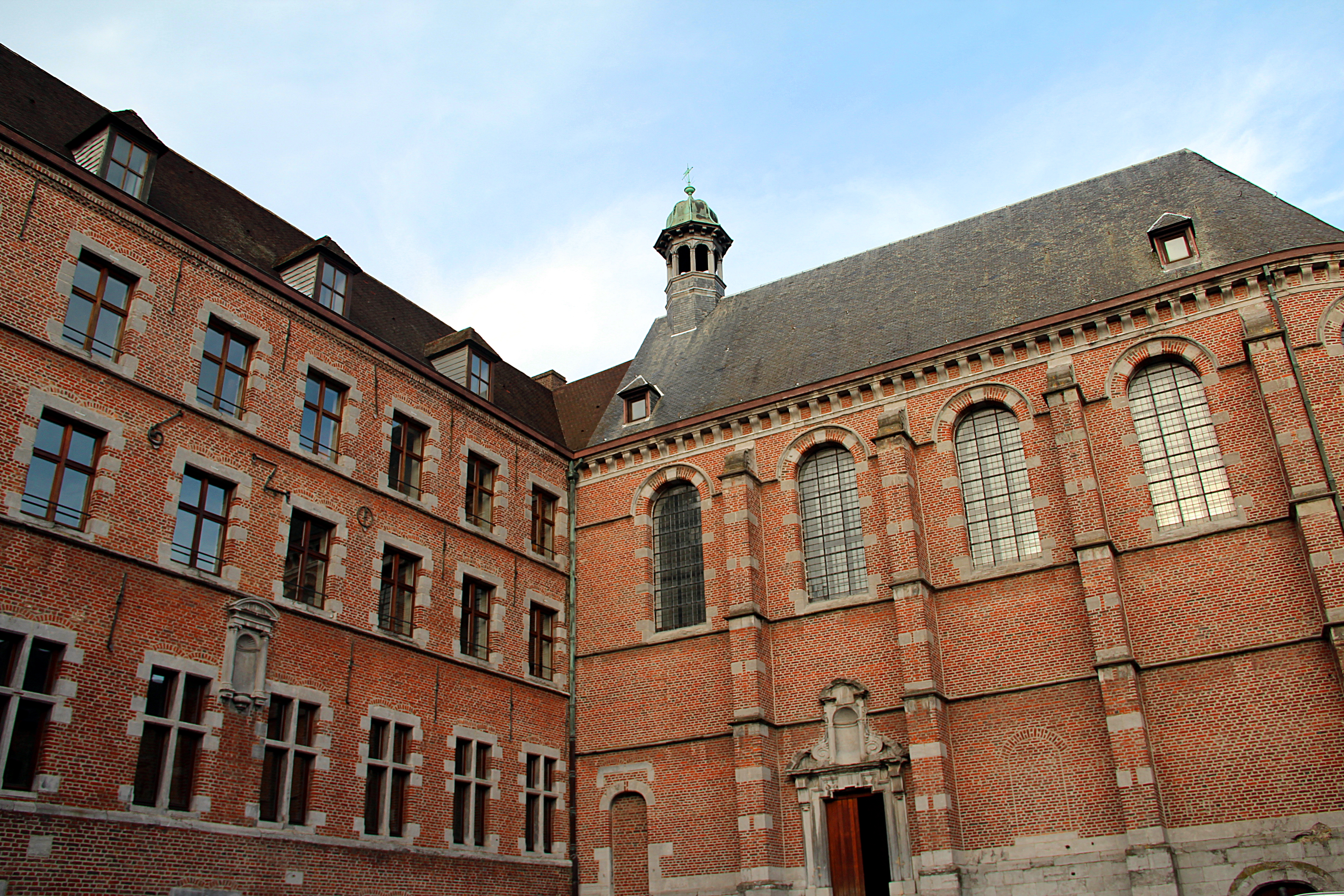
Voormalig klooster van de Dochters van Onze-Lieve-Vrouw in Bergen; vandaag een muziekconservatorium.

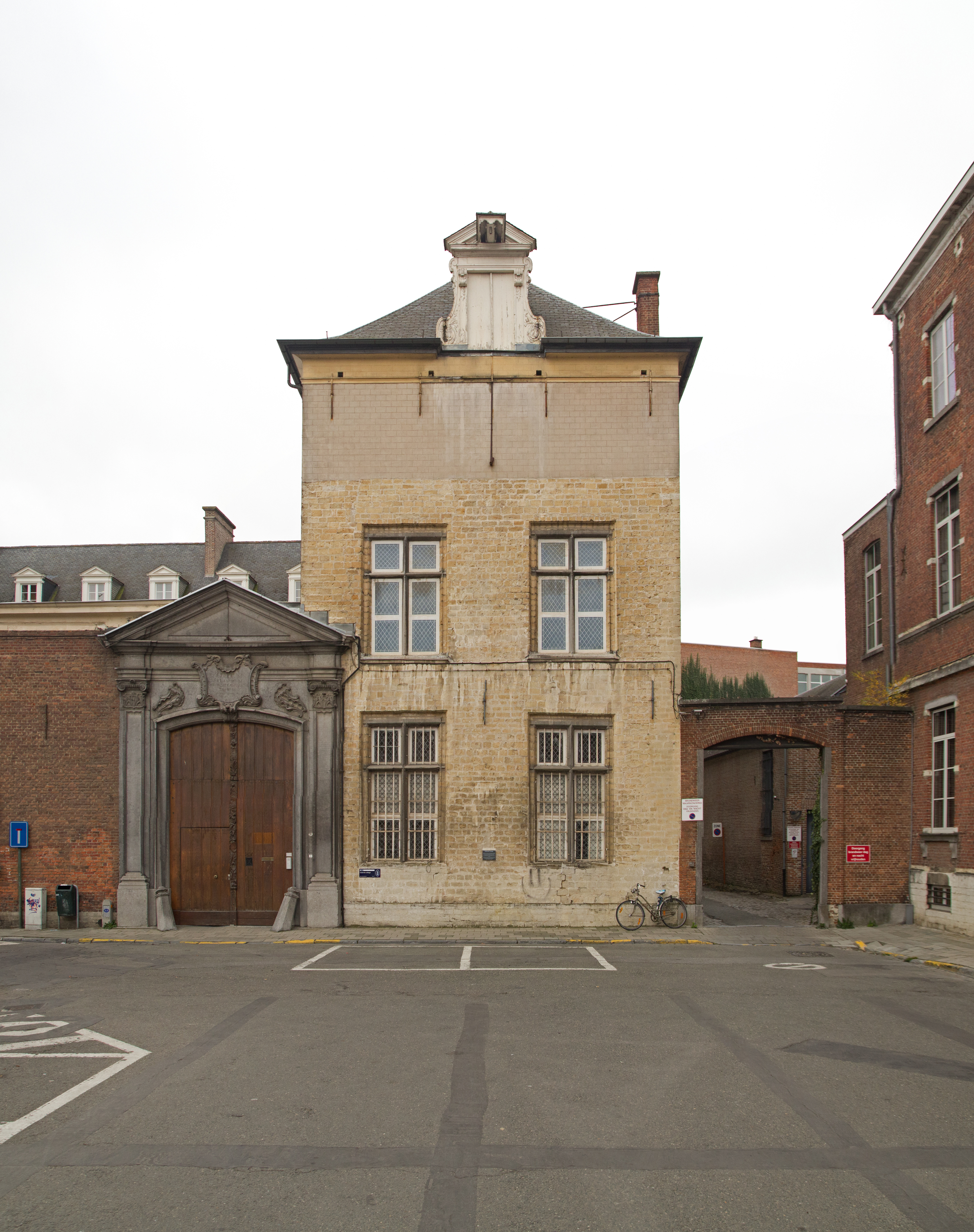
Voormalig Hollands College in Leuven; vandaag de Paridaensschool in Leuven

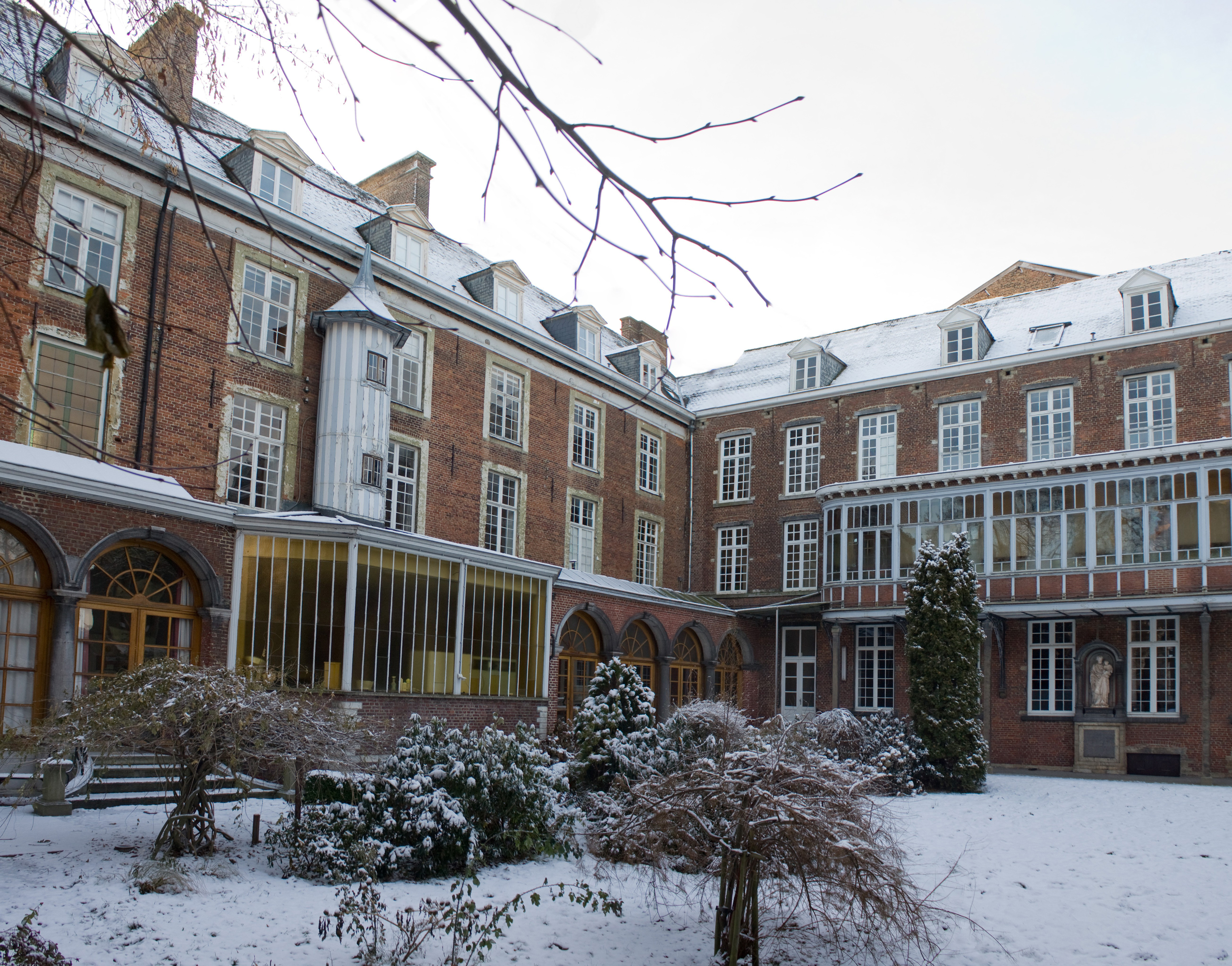
oudste binnentuin van de Paridaens(school) (Leuven)

Cicercule Paridaens (Bergen, 1769 - Leuven, 31 mei 1838) was de stichter van het Paridaensinstituut voor meisjesonderwijs in Leuven (Zuidelijke Nederlanden) in de 19e eeuw. Zij was in de 18e eeuw kloosterlinge, in Bergen, bij de Dochters van Onze-Lieve-Vrouw. Met het Paridaensinstituut stichtte zij tevens de Congregatie der Dochters van Maria en dit officieel in 1834. Haar kloosternaam als overste was Mère Marie-Thérèse.

## Oostenrijkse Nederlanden
Paridaens werd geboren in Bergen, in het graafschap Henegouwen in de Oostenrijkse Nederlanden. Haar vader werkte als jurist bij het bestuur van het graafschap. Toen zij vijftien was verhuisde het gezin naar Leuven, waar haar twee broers aan de universiteit studeerden. In 1792 trad ze in het klooster van de Dochters van Onze-Lieve-Vrouw in Bergen. Dit klooster (1608-1796) bezat de relikwieën van haar patroonheilige, de heilige Cicercula van Rome. Het klooster had middelbaar onderwijs voor meisjes, wat zij in diezelfde periode volgde.

## Franse Nederlanden
In 1796 schafte het Franse bestuur van het departement Jemappes in Bergen het klooster af. Het klooster had een groot noviciaat. De bezittingen werden verkocht. Het reliekschrijn van Cicercula van Rome werd gesmolten in ijzerstaven en de beenderen werden weggeborgen door de laatste overste, Albertine Dupont. Paridaens doolde rond in het Rijnland, in Leuven en in Bergen, waar ze verjaagde priesters hielp. Zo belandde ze bij priester Jean-Hubert de Venise uit Bergen (1799-1800). De Venise was de laatste directeur van het afgeschafte College van Bergen van de Universiteit van Leuven. De Venise stuurde haar naar het pas opgerichte meisjespensionaat van Barbara vanden Bossche in Leuven. Vanden Bossche was een nicht van de laatste bisschop van Antwerpen voor de afschaffing via het Concordaat van 1801, namelijk De Nelis, die ook op de vlucht was. Het pensionaat lag naast de afgeschafte priorij van Sint-Maartensdal in Leuven. In 1801 verhuisden de beide dames met 21 meisjes naar het afgeschafte Engelse Nonnenklooster in de Kapucijnenvoer, naast de rivier de Voer. Paridaens ontpopte zich als een organisator, meer dan Barbara vanden Bossche. Zij organiseerde opnieuw een verhuis, ditmaal naar het leegstaande Iers College (1806). Doch dit gebouw werd opnieuw te klein voor het toenemend aantal meisjes en leerkrachten; bovendien was het er te vochtig om nog langer te blijven. Paridaens had haar oog laten vallen op het leegstaand gebouw ernaast, namelijk het afgeschafte Hollands College aan hetzelfde plein.
Een bevriend advocaat, Guillaume de Laittre uit Namen, kocht het pand voor het meisjespensionaat (1812). De Laittre stelde het gratis ter beschikking van Paridaens. Onmiddellijk vond de verhuis plaats. Paridaens fungeerde als overste van het klooster en als directrice van de school.

## Verenigd Koninkrijk der Nederlanden
Vanaf 1815 organiseerde Paridaens zowel het pensionaat als de kloostergemeenschap die instond voor het onderwijs. Een uniform werd verplicht. De lessen voor de jonge meisjes verliepen uitsluitend in het Frans. In 1819 kocht het Paridaensinstituut de tuin met de Janseniustoren aan. Een officiële erkenning van het onderwijs door het Verenigd Koninkrijk der Nederlanden bleef uit.

## België
In 1834 erkende Engelbertus Sterckx, aartsbisschop van Mechelen, de stichting van haar orde, onder de naam Congregatie der Dochters van Maria. Het doel van de congregatie was katholiek middelbaar onderwijs aan meisjes te geven. De naam van de congregatie was geïnspireerd op deze van de afgeschafte congregatie in Bergen, waartoe Paridaens ooit behoorde. Paridaens en haar medezusters legden officieel de gelofte van kloosterzuster af. Haar kloosternaam was Marie-Thérèse of als overste Mère Marie-Thérèse. De officiële naam van de school was Instituut der Dochters van Maria, wat al snel Paridaensinstituut noemde of, vandaag kortweg Paridaens, noemt. Meester de Laittre schonk het gebouw in een akte aan de Congregatie (1834).
In 1835 ontving Paridaens de oude relikwieën van haar patroonheilige Cicercula uit handen van de clerus van Bergen.
De school werd belangrijk uitgebreid, met bovendien een lagere school en een normaalschool; ze kende een toenemend aantal meisjes in de 19e eeuw. Ook stichtte de congregatie bijhuizen, van Antwerpen tot in Haïti. Doch dit zou Paridaens niet meer meemaken. Ze stierf in 1838.